# 47707 Jamieson
47707 Jamieson è un asteroide della fascia principale. Scoperto nel 2000, presenta un'orbita caratterizzata da un semiasse maggiore pari a 2,6922694 au e da un'eccentricità di 0,1510762, inclinata di 13,29164° rispetto all'eclittica.
L'asteroide è dedicato all'astronomo statunitense Harry D. Jamieson.